# Libération du Travail

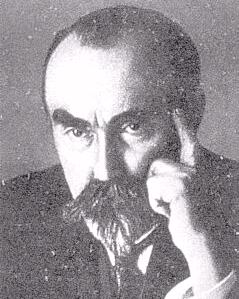
L'un des fondateurs du groupe, Georgi Valentinovitch Plekhanov, vers 1895.

Le groupe Libération du travail ou groupe pour l'Émancipation du travail (en russe : Освобождение труда) est le premier groupe marxiste russe. 
Il est fondé en Suisse à Genève par Gueorgui Plekhanov, Pavel Axelrod, Véra Zassoulitch et Lev Deutsch en 1883. En 1892 Liouba Axelrod rejoint le parti.
Ils traduisent les œuvres de Karl Marx et en assurent la diffusion dans l'Empire russe. Ils introduisent un rationalisme historique passant obligatoirement par une phase capitaliste et une lutte des classes. En cela, ils s'opposent aux thèses des populistes russes, qui reposent sur la spécificité rurale russe : classe ouvrière réduite, importance de la paysannerie.
Deux programmes pour une Russie social-démocrate sont écrits par Plekhanov en 1883 et 1885, considérés comme des amorces du futur Parti ouvrier social-démocrate de Russie. Le groupe représente la Russie au Congrès de Paris de la Deuxième Internationale. Malgré l'audience de Plekhanov dans l'intelligentsia, l'absence de contact direct avec la classe ouvrière russe ne lui permet pas de jouer un rôle de premier plan.